# 小行星7617
小行星7617（英語：7617）是一颗围绕太阳公转的小行星。1996年11月7日，上田清二、金田宏在钏路市发现了此天体。
这颗小行星的绝对星等为226.5568455139327等。